# Петти-Фицморис, Мод, маркиза Лансдаун
Мод Петти-Фицморис, маркиза Лансдаун, урождённая Мод Гамильтон, CH, VA, Cl (17 декабря 1850, Великобритания — 21 октября 1932) — британская аристократка, супруга генерал-губернатора Канады Генри Петти-Фицмориса, 5-го маркиза Лансдауна, вице-королева Канады в 1883—1888 годах.
Родилась в семье Джеймса Гамильтона, 1-го герцога Аберкорн и Леди Луизы Джейн Рассел. 8 ноября 1869 года вышла замуж за 5-го маркиза Лансдаун в Вестминстерском аббатстве. В семье родилось четверо детей:
- Леди Эвелин Эмили Мария Петти-Фицморис (1870 — 1960)
- Генри Уильям Эдмунд, граф Керри (1872 — 1936)
- Лорд Чарльз Фреднсис Джордж Петти-Фицморис (1874 — 1914)
- Леди Беатрис Френсис Петти-Фицморис (1877 — 1953)

В 1883 — 1888 годах её супруг был генерал-губернатором Канады и его супруга носила номинальный титул Вице-королевы Канады. Она сменила на этом посту принцессу Луизу, дочь королевы Виктории. С 1905 по 1909 год Мод была придворной Дамой при королеве Александре. Во время Первой мировой войны она основала Фонд семьи Петти-Фицморис и была её президентом. Супруги продали свой дом на Беркли-сквер. Деньги, полученные от дома, они пожертвовали благотворительным организациям. Умерла в 1932 году. Похоронена в графстве Уилтшир.